# Crossair

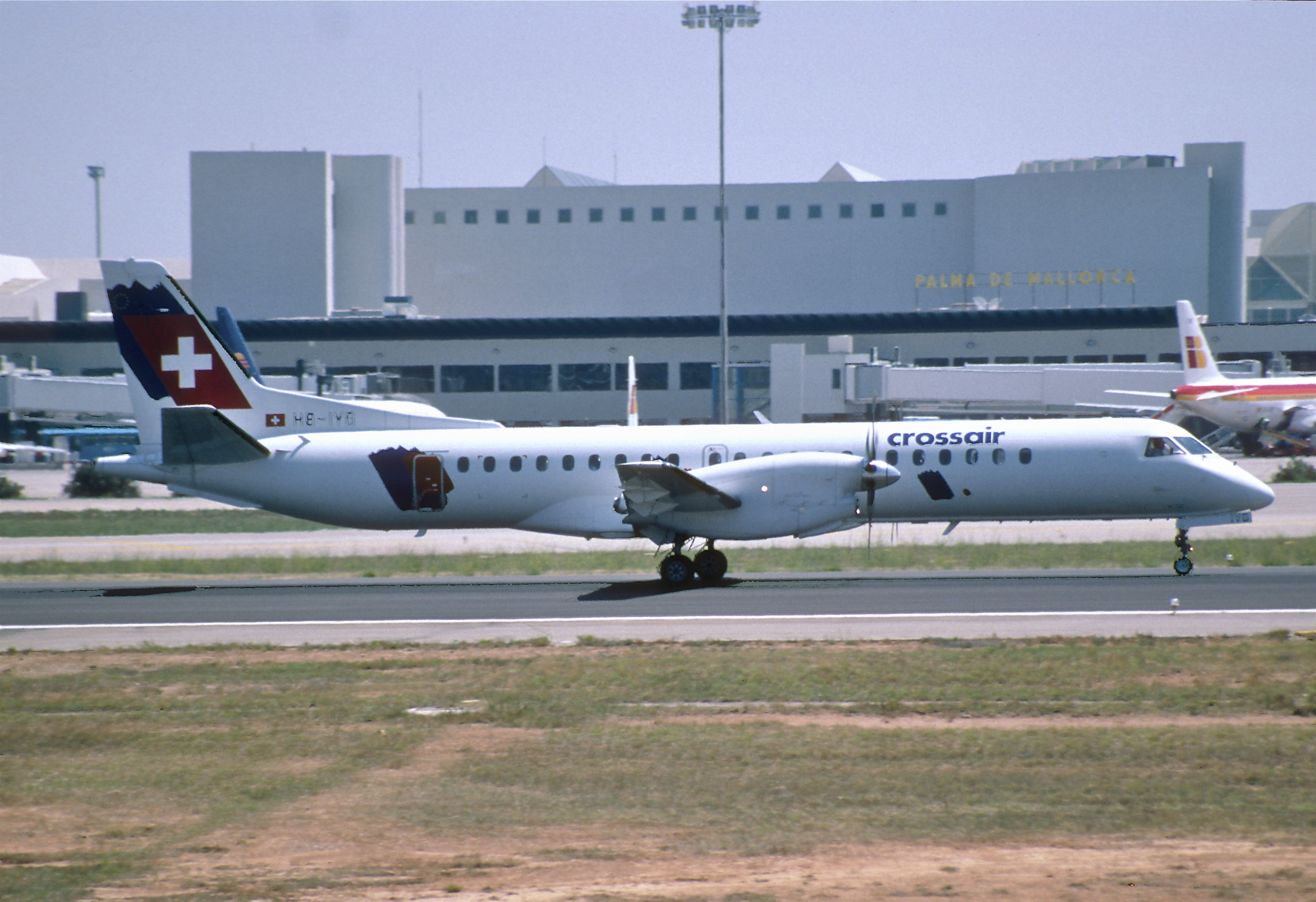
Avió de Crossair

Crossair va ser una aerolínia amb base a Suïssa, fundada per Moritz Suter.

## Codis
- Codi IATA: LX
- Codi OACI: CRX
- Indicatiu: Crossair

## Història
Va ser fundada com una empresa privada sota la denominació Business Flyers Baselle per Moritz Suter, canviant el seu nom a Crossair el 18 de novembre de 1978, com pas previ per a iniciar els seus serveis regulars el 2 de juliol de 1979 amb vols entre Zúric i Nuremberg, Innsbruck i Klagenfurt. Posteriorment va sumar vols xàrter per al seu major accionista, Swissair, al novembre de 1995. El 31 de març de 2002, Swissair va deixar d'existir quan la major part dels seus actius van ser adquirits per Crossair, el qual va canviar posteriorment la seva denominació a Swiss International Air Lines.

## Incidents i accidents
- El 10 de gener de 2000, el vol 498 es va estavellar tot just va desenganxar a Zúric. Les 10 persones a bord van morir.
- El 24 de novembre de 2001, el vol 3597 es va estavellar en les proximitats de Zúric, matant a 24 de les 33 persones a bord.